# Noards
Noards ist eine französische Gemeinde mit 61 Einwohnern (Stand 1. Januar 2022) im Département Eure in der Region Normandie (vor 2016 Haute-Normandie). Sie gehört zum Arrondissement Bernay und zum Kanton Beuzeville. Die Einwohner werden Noardais genannt.

## Geografie
Noards liegt etwa 17 Kilometer nordnordwestlich von Bernay in der Landschaft Lieuvin. Umgeben wird Noards von den Nachbargemeinden Lieurey im Norden, Épreville-en-Lieuvin im Nordosten und Osten, Heudreville-en-Lieuvin im Süden, Fresne-Cauverville im Südwesten und Westen sowie Morainville-Jouveaux im Westen und Nordwesten.

## Bevölkerungsentwicklung
| Jahr                       | 1962 | 1968 | 1975 | 1982 | 1990 | 1999 | 2006 | 2013 | 2020 |
| Einwohner                  | 82   | 71   | 66   | 63   | 53   | 65   | 65   | 56   | 54   |
| Quellen: Cassini und INSEE |      |      |      |      |      |      |      |      |      |

## Sehenswürdigkeiten
- Kirche Saint-Germain-l'Auxerre aus dem 12. Jahrhundert, Umbauten aus dem 16. Jahrhundert, seit 1954 Monument historique
- zwei Herrenhäuser aus dem 17. Jahrhundert

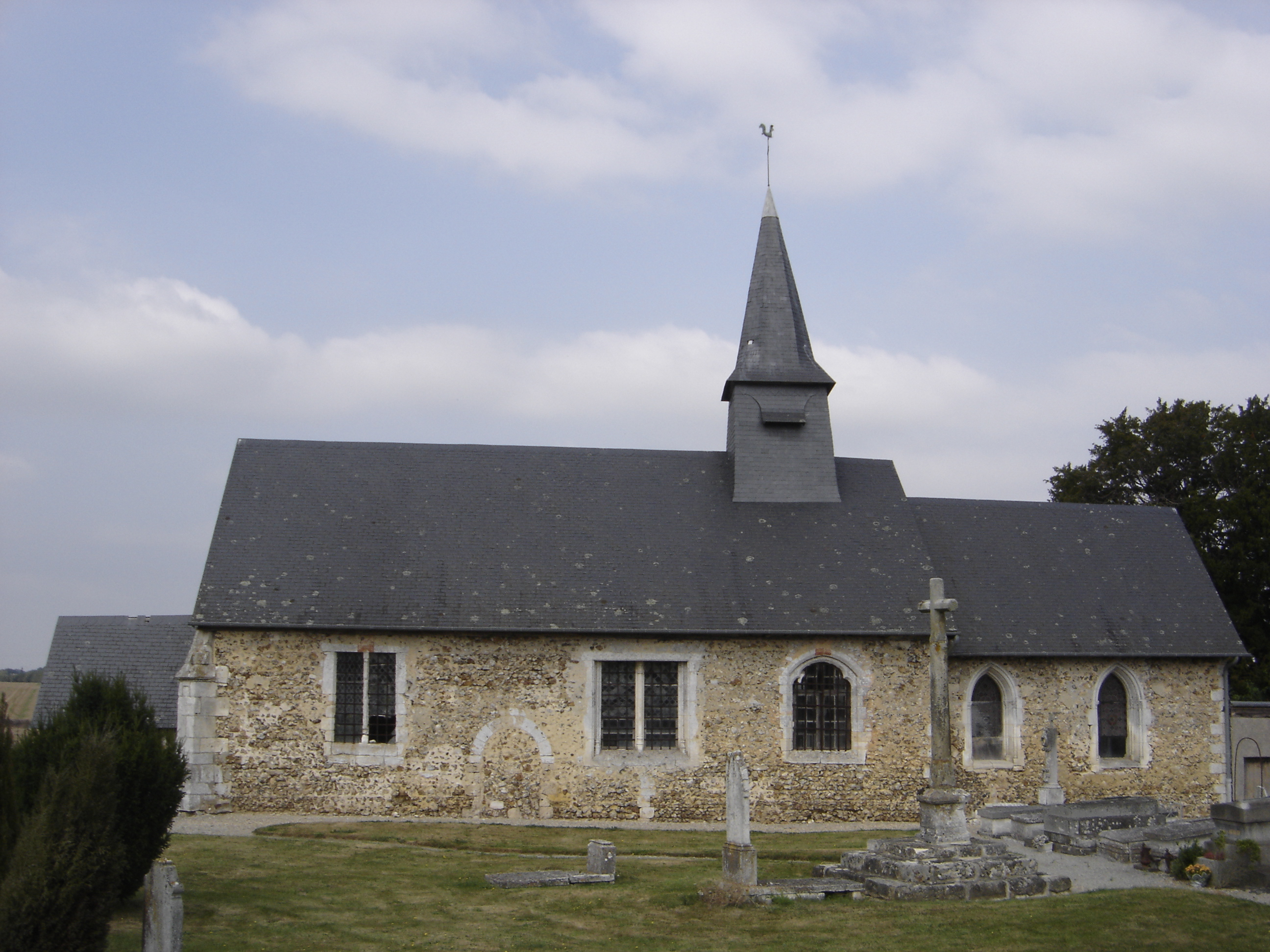
Kirche Saint-Germain-l'Auxerre